# 코모도스
코모도스(Commodores)는 1970년대 후반부터 1980년대 중반까지 절정에 달했던 미국의 펑크 및 솔 밴드이다. 그룹의 멤버들은 1968년에 대부분 터스키기 인스티튜트(현재 터스키기 대학교)에서 신입생으로 만났고, 1972년 11월에 모타운과 계약을 맺었는데, 투어 중 잭슨 5의 대중적인 인기를 처음으로 포착했다.
이 그룹의 가장 성공적인 시기는 라이오넬 리치가 공동 리드 싱어였던 1970년대 말과 1980년대 초이다. 이 밴드의 가장 큰 히트 싱글은 〈Easy〉, 〈Three Times a Lady〉, 〈Nightshift〉와 같은 발라드와 〈Brick House〉, 〈Fancy Dancer〉, 〈Lady (You Bring Me Up)〉, 〈Too Hot ta Trot〉를 포함한 펑크에 영향을 받은 댄스 곡들이다.
코모도스는 앨라배마 음악 명예의 전당과 보컬 그룹 명예의 전당에 헌액되었다. 이 밴드는 또한 9개의 후보작 중 하나의 그래미 어워드를 수상했다. 코모도스는 전 세계적으로 7천만 장 이상의 음반을 판매했다.

## 음반 목록
스튜디오 음반
- Machine Gun  (1974년)
- Caught in the Act (1975년)
- Movin' On (1975년)
- Hot on the Tracks (1976년)
- Commodores (1977년)
- Natural High  (1978년)
- Midnight Magic (1979년)
- Heroes (1980년)
- In the Pocket (1981년)
- Commodores 13 (1983년)
- Nightshift  (1985년)
- United (1986년)
- Rock Solid (1988년)
- No Tricks (1993년)